# Spring of a Twenty Year Old
Spring of a Twenty Year Old (스무 살의 봄?, Seumu sal-ui bomLR) è un album singolo della cantante sudcoreana IU, pubblicato nel 2012 dall'etichetta discografica LOEN Tree.

## Il disco
Il 2 maggio 2012 viene diffuso il teaser video del brano Peach, terza canzone scritta e composta da IU, che viene pubblicato il 4 maggio, sette giorni prima dell'uscita dell'album singolo Spring of a Twenty Year Old. Peach viene ben accolto e raggiunge la prima posizione in molti siti sud coreani di musica.
L'album singolo esce l'11 maggio 2012: oltre a Peach, il disco contiene Every End of the Day e I Really Don't Like Her. Tutti e tre i brani si classificano nei primi dieci posti dei siti di musica, e Every End of the Day raggiunge la prima posizione; lo stesso giorno, esce anche il video di Every End of the Day, realizzato in stile documentario e della durata di ventisei minuti, nel quale IU risponde ad alcune domande e visita Venezia. Una settimana dopo l'uscita dell'album singolo, Every End of the Day raggiunge il primo posto nella classifica dei 100 brani k-pop di Billboard.
Spring of a Twenty Year Old ha venduto più di 33 486 copie; Peach ha avuto più di 1.384.071 download digitali, Every End of the Day più di 2.527.530 e I Really Don't Like Her più di 630.104.

## Tracce
1. Peach (복숭아; Boksunga) – 3:13 (IU)
2. Every End of the Day (하루 끝; Haru kkeut) – 4:04 (testo: Kim Eana – musica: Park Geun-tae, Kim Do-hoon)
3. I Really Don't Like Her (그 애 참 싫다; Geu ae cham shilta) – 4:17 (testo: Kim Eun-soo – musica: Shim Eun-ji)

## Classifiche
| Classifica (2012)           | Posizione massima |
| --------------------------- | ----------------- |
| Corea del Sud (settimanale) | 3                 |
| Corea del Sud (mensile)     | 5                 |

## Date di pubblicazione
| Stato         | Data           | Formato           | Edizione | Casa discografica  |
| ------------- | -------------- | ----------------- | -------- | ------------------ |
| Corea del Sud | 10 maggio 2012 | Download digitale |          | LOEN Entertainment |
| Corea del Sud | 11 maggio 2012 | CD                | Standard | LOEN Entertainment |
| Mondiale      | 10 maggio 2012 | Download digitale |          | LOEN Entertainment |